# (38984) 2000 UZ4
2000 يو زد 4 (ويعرف أيضًا باسم (38984) 2000 يو زد 4 وفق تسمية الكوكب الصغير) (بالإنجليزية: 2000 UZ4)‏ هو كويكب ضمن حزام الكويكبات؛ وترتيبه 38984 من حيث الاكتشاف.
اكتُشف هذا الجُرم الفلكي بواسطة بحث لنكولن عن الكويكبات القريبة من الأرض في 24 أكتوبر 2000.

## وصلات خارجية
- (38984) 2000 UZ4 في قاعدة بيانات مختبر الدفع النفاث لأجرام النظام الشمسي الصغيرة

- الاكتشاف · مخطط المدار ·  العناصر المدارية · المعلمات المادية

- (38984) 2000 UZ4 على موقع ويكي سكاي: DSS2, SDSS, GALEX, IRAS, Hydrogen α, X-Ray, Astrophoto, Sky Map, Articles and images